# Jaime Alvarado
Jaime Alvarado (Santa Marta, Colombia; 26 de julio de 1999) es un futbolista colombiano, juega en la posición de centrocampista y actualmente es jugador del Independiente Medellín de la Categoría Primera A de Colombia.

## Trayectoria
Nacido en Santa Marta, Alvarado fue adquirido por el Watford en 2016, después de pasar por la academia del Udinese con sede en Colombia. El 17 de julio de 2017, después de pasar los últimos seis meses cedido en las reservas del Granada se unió al Real Valladolid B de la Segunda División B en calidad de préstamo por un año.
Alvarado hizo su debut profesional el 19 de agosto de 2017, iniciando con un empate 1-1 en casa contra Unión Adarve, y terminó la temporada con 27 apariciones. Permaneció en la Segunda División española durante las dos temporadas siguientes, cedido en el Hércules y el Badalona.
El 23 de julio de 2020, Alvarado se fue al Athletico Paranaense de la Serie A cedido hasta junio de 2021. Hizo su debut para el club el 6 de septiembre, hace presencia en la segunda mitad sustituyendo a Richard en la derrota por 0-1 contra Vasco da Gama.
 El 21 de agosto de 2021 fue cedido al Racing Club de Ferrol

## Selección nacional
En enero de 2019 es convocado para jugar el Campeonato Sudamericano de Fútbol Sub-20 de 2019 en Chile.
Formó parte del plantel de Colombia sub-20 que disputó la Copa Mundial de Fútbol Sub-20 de 2019 en Polonia, los cafeteros llegaron hasta los cuartos de final.

### Participaciones en juveniles
| Competición                                    | Sede     | Resultado    | Partidos | Goles |
| ---------------------------------------------- | -------- | ------------ | -------- | ----- |
| Campeonato Sudamericano Sub-20 de 2019         | Chile    | Cuarto lugar | 7        | 3     |
| Torneo Preolímpico Sudamericano Sub-23 de 2020 | Colombia | Cuarto lugar | 7        | 3     |

### Participaciones en Copas del Mundo
| Mundial                     | Sede    | Resultado        | Partidos | Goles |
| --------------------------- | ------- | ---------------- | -------- | ----- |
| Copa Mundial Sub-20 de 2019 | Polonia | Cuartos de final | 4        | 3     |

## Estadísticas
| Club                          | Temporada     | Liga               | Liga  | Liga  | Copa  | Copa  | Continental | Continental | Otros | Otros | Total | Total |
| Club                          | Temporada     | División           | Part. | Goles | Part. | Goles | Part.       | Goles       | Part. | Goles | Part. | Goles |
| ----------------------------- | ------------- | ------------------ | ----- | ----- | ----- | ----- | ----------- | ----------- | ----- | ----- | ----- | ----- |
| Watford                       | 2017–18       | Premier League     | 0     | 0     | 0     | 0     | —           | —           | —     | —     | 0     | 0     |
| Watford                       | 2018–19       | Premier League     | 0     | 0     | 0     | 0     | —           | —           | —     | —     | 0     | 0     |
| Watford                       | 2019–20       | Premier League     | 0     | 0     | 0     | 0     | —           | —           | —     | —     | 0     | 0     |
| Watford                       | 2020–21       | Championship       | 0     | 0     | 0     | 0     | —           | —           | —     | —     | 0     | 0     |
| Watford                       | Total         | Total              | 0     | 0     | 0     | 0     | 0           | 0           | 0     | 0     | 0     | 0     |
| Real Valladolid B (cesión)    | 2017–18       | Segunda División B | 27    | 0     | —     | —     | —           | —           | —     | —     | 27    | 0     |
| Hércules (cesión)             | 2018–19       | Segunda División B | 11    | 0     | 0     | 0     | —           | —           | 2     | 0     | 13    | 0     |
| Hércules (cesión)             | 2019–20       | Segunda División B | 6     | 0     | 0     | 0     | —           | —           | —     | —     | 6     | 0     |
| Hércules (cesión)             | Total         | Total              | 17    | 0     | 0     | 0     | 0           | 0           | 2     | 0     | 19    | 0     |
| Badalona (cesión)             | 2019–20       | Segunda División B | 3     | 0     | —     | —     | —           | —           | —     | —     | 3     | 0     |
| Athletico Paranaense (cesión) | 2020          | Serie A            | 3     | 0     | 0     | 0     | 0           | 0           | —     | —     | 3     | 0     |
| Total Carrera                 | Total Carrera | Total Carrera      | 50    | 0     | 0     | 0     | 0           | 0           | 2     | 0     | 52    | 0     |